# 진경산수

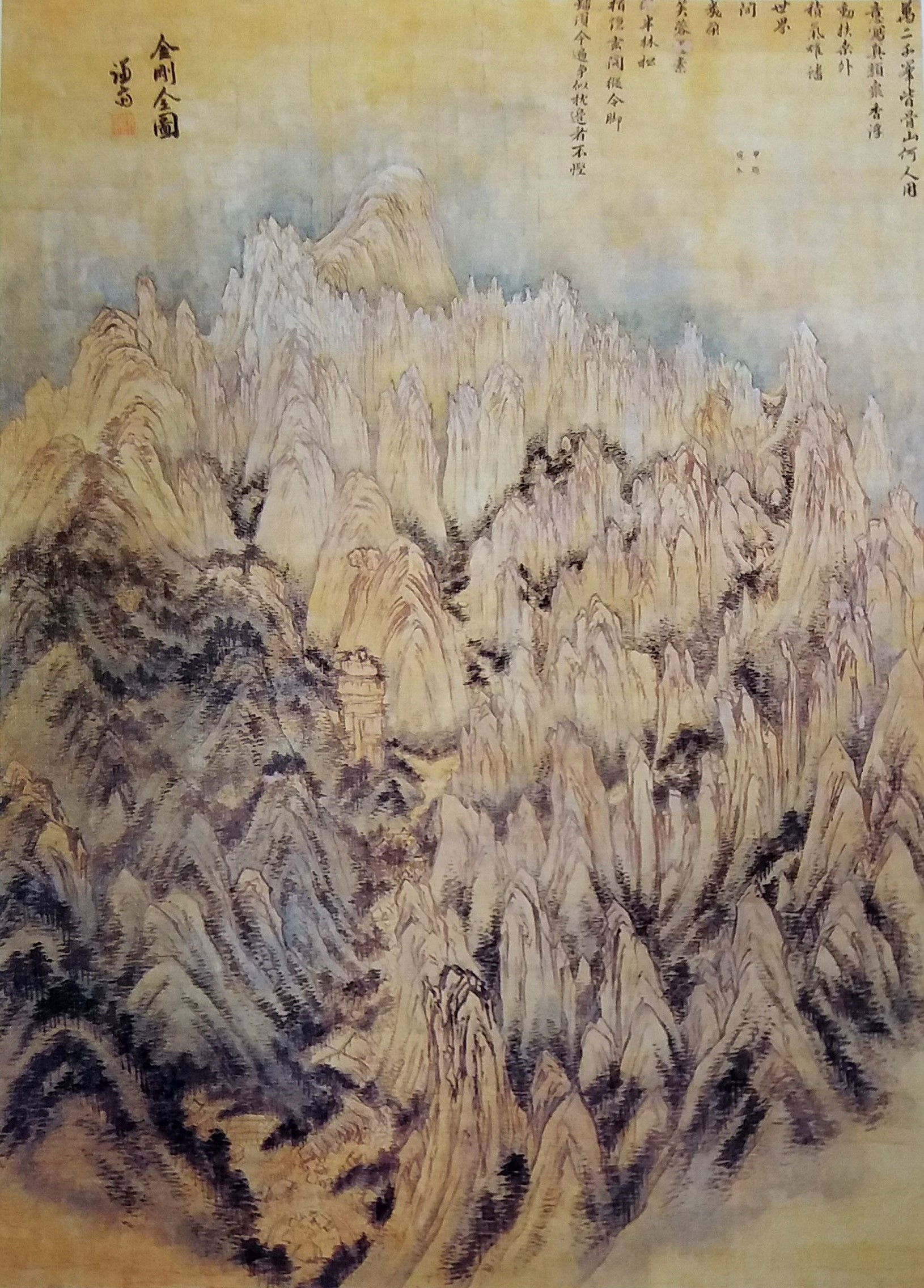
정선의 금강전도(金剛全圖)

진경산수(眞景山水)는 조선시대 후기에 화원(畵員) 사회에서 일어난 새로운 화풍이다. 남종·문인화(南宗·文人畵)의 화법 같은 외래적인 영향에서 이탈하여 명실상부한 한국의 회화를 지향한 첫 예로서 중요하게 여겨진다.
진경산수는 종래 화가들의 화첩(畵帖)에 의한 상상적인 산수도를 벗어나 한국 땅의 풍치의 사생(寫生)에서 나온 산수화법을 의미하는데 어떤 특정한 실경(實景)을 그리는 것은 아니지만 전통적인 구도에 구애됨이 없이 눈 앞에 전개되는 무한대의 자연을 자기 마음에 드는 대로 커트하여 화면에 옮기는 방법이다.
이른바 진경(眞景)을 사생하는 방법을 시도한 대표적인 화가는 정선으로서 그는 직접 각지를 여행하며 그림의 소재를 채취하였는데 특히 금강산의 두드러진 산골(山骨)에 매혹돼 수직의 준을 창시하였고 중국화에서 볼 수 없는 한국적인 송림(松林)도 자기 나름대로의 필치로 대담하게 표현하였다.